# Draga Obrenović
Draga Obrenović (in serbo Драга Обреновић?: nata Milićević Lunjevica, Милићевић Луњевица; in precedenza Mašin, Машин; Gornji Milanovac, 11 settembre 1864 – Belgrado, 11 giugno 1903) anche nota come regina Draga, fu regina consorte di Serbia e moglie di re Aleksandar Obrenović del regno di Serbia. Era in precedenza la dama di compagnia della madre di Alessandro, la regina Natalija.

## Biografia

### Infanzia
Draga era la quarta figlia di Pantelija Lunjevica, un prefetto dell'area di Aranđelovac, e della moglie Anđelija Koljević. Era la nipote di un intimo compagno d'armi del pro-prozio di Aleksandar (Nikola Milićević Lunjevica). Aveva due fratelli, Nikola e Nikodije, che morirono con lei, e quattro sorelle, Hristina, Đina, Ana e Vojka. Draga era la sesta di sette fratelli e sorelle.
Sua nonna paterna era Đurđija Čarapić, una parente del voivoda Ilija Čarapić (morto nel 1844), marito della figlia di Karađorđe Petrović Stamenka Karađorđević.
Sua madre era dipsomane e suo padre morì in un manicomio.

### Primo matrimonio
Sposò in prime nozze Svetozar Mašín (1851-1886), un ingegnere civile figlio di immigrati cechi.

### Secondo matrimonio
Dopo essere rimasta vedova, si sposò con il re Aleksandar il 5 agosto 1900. Quando Aleksandar annunciò il loro fidanzamento, l'opinione pubblica si rivoltò contro di lui. Egli era visto come un giovane pazzo, infatuato di una malvagia seduttrice. La regina madre Natalija si oppose aspramente al matrimonio e fu esiliata da suo figlio, in parte a causa di ciò. I suoi numerosi atti arbitrari e impopolari furono biasimati per l'influenza di Draga. C'erano voci che Aleksandar avrebbe nominato il fratello di Draga erede presunto al trono.

### Assassinio
Quest'ultima voce fu quella che portò all'assassinio della coppia reale. L'11 giugno 1903 un gruppo di ufficiali dell'esercito invase il palazzo reale; erano guidati dal colonnello Dragutin Dimitrijević. Trovarono Aleksandar e Draga nascosti in un grande armadio a muro e li assassinarono selvaggiamente, gettando i loro corpi mutilati da un balcone del palazzo su mucchi di letame in giardino.

## Ascendenza
|                                                                           |             |                                                        | Genitori   |  |  | Nonni |  |  | Bisnonni     |  |  | Trisnonni    |  |
|                                                                           |             |                                                        |            |  |  |       |  |  | N. Milićević |  |  | N. Milićević |  |
|                                                                           |             |                                                        |            |  |  |       |  |  | N. Milićević |  |  | N. Milićević |  |
|                                                                           |             | …                                                      |            |  |  |       |  |  | N. Milićević |  |  |              |  |
| Comandante Nikola Milićević, presidente del Tribunale Regionale di Rudnik |             |                                                        |            |  |  |       |  |  | N. Milićević |  |  |              |  |
|                                                                           |             | …                                                      | …          |  |  |       |  |  |              |  |  |              |  |
|                                                                           |             | …                                                      | …          |  |  |       |  |  |              |  |  |              |  |
|                                                                           |             | …                                                      | …          |  |  |       |  |  |              |  |  |              |  |
| Pantelija Milićević Lunjevica, prefetto di Aranđelovac                    |             | …                                                      |            |  |  |       |  |  |              |  |  |              |  |
|                                                                           |             | Anastasije Čarapić, voivoda del distretto di Gročanske | N. Čarapić |  |  |       |  |  |              |  |  |              |  |
|                                                                           |             | Anastasije Čarapić, voivoda del distretto di Gročanske | N. Čarapić |  |  |       |  |  |              |  |  |              |  |
|                                                                           |             | Anastasije Čarapić, voivoda del distretto di Gročanske | …          |  |  |       |  |  |              |  |  |              |  |
| Đurđija Čarapić                                                           |             | Anastasije Čarapić, voivoda del distretto di Gročanske |            |  |  |       |  |  |              |  |  |              |  |
|                                                                           |             | Ivana                                                  | …          |  |  |       |  |  |              |  |  |              |  |
|                                                                           |             | Ivana                                                  | …          |  |  |       |  |  |              |  |  |              |  |
|                                                                           |             | Ivana                                                  | …          |  |  |       |  |  |              |  |  |              |  |
| Regina Draga di Serbia                                                    |             | Ivana                                                  |            |  |  |       |  |  |              |  |  |              |  |
|                                                                           | N. Koljević | N. Koljević                                            |            |  |  |       |  |  |              |  |  |              |  |
|                                                                           | N. Koljević | N. Koljević                                            |            |  |  |       |  |  |              |  |  |              |  |
|                                                                           | N. Koljević | …                                                      |            |  |  |       |  |  |              |  |  |              |  |
| N. Koljević                                                               | N. Koljević |                                                        |            |  |  |       |  |  |              |  |  |              |  |
|                                                                           |             | …                                                      | …          |  |  |       |  |  |              |  |  |              |  |
|                                                                           |             | …                                                      | …          |  |  |       |  |  |              |  |  |              |  |
|                                                                           |             | …                                                      | …          |  |  |       |  |  |              |  |  |              |  |
| Anđelija Koljević                                                         |             | …                                                      |            |  |  |       |  |  |              |  |  |              |  |
|                                                                           |             | …                                                      | …          |  |  |       |  |  |              |  |  |              |  |
|                                                                           |             | …                                                      | …          |  |  |       |  |  |              |  |  |              |  |
|                                                                           |             | …                                                      | …          |  |  |       |  |  |              |  |  |              |  |
| …                                                                         |             | …                                                      |            |  |  |       |  |  |              |  |  |              |  |
|                                                                           |             | …                                                      | …          |  |  |       |  |  |              |  |  |              |  |
|                                                                           |             | …                                                      | …          |  |  |       |  |  |              |  |  |              |  |
|                                                                           |             | …                                                      | …          |  |  |       |  |  |              |  |  |              |  |
|                                                                           |             | …                                                      |            |  |  |       |  |  |              |  |  |              |  |